# Église du Christ-Roi (Toulouse)
 (décembre 2024).
Si vous disposez d'ouvrages ou d'articles de référence ou si vous connaissez des sites web de qualité traitant du thème abordé ici, merci de compléter l'article en donnant les références utiles à sa vérifiabilité et en les liant à la section « Notes et références ».
 (5 avril 2025).
Améliorez-le ou discutez des points à vérifier. 
Pour les articles homonymes, voir Église du Christ-Roi.
L'église du Christ-Roi est un édifice religieux situé à Toulouse, 25 rue de l'Aude, dans le quartier de la Terrasse, à Toulouse, dans le département de la Haute-Garonne en Occitanie.

## Histoire
En 1960, Marie Pugens lègue à l'archevêché de Toulouse un vaste terrain, compris entre le chemin Mal-Clabel et le chemin de la Terrasse. Elle fait cette donation afin de permettre la construction d'un petit séminaire. En effet, installé depuis 1862 dans l'ancien hôtel d'Hautpoul (ancien no 25, emplacement de l'actuel no 7 rue Joseph-de-Malaret), le petit séminaire avait dû déménager en 1951, à la suite du démarrage des travaux du nouveau quartier Saint-Georges, au château de Cabirol, à Colomiers (actuel no 13 rue Étienne-Collongues). Le projet doit être complété par la construction d'une chapelle qui « s'ouvrira aux fidèles de ce quartier de la ville », afin de faire face à la croissance démographique des quartiers de la Côte Pavée et de la Terrasse, et au besoin de construction de nouveaux lieux de culte.
En 1962, l'agence d'architecture de Paul et Pierre Glénat, choisie par l'archevêché pour la construction de l'église, présente son premier projet. Le 17 juin, l'archevêque, Gabriel-Marie Garrone, pose la première pierre de l'édifice. Si les plans en sont modifiés en 1965, il n'en est pas moins terminé l'année suivante : le 30 octobre 1966, l'église est consacrée par Jean Guyot. Il lui confère une affectation paroissiale.

## Description

### Extérieur
L'église est construite sur le coteau de la butte du Calvinet et s'élève à 178 mètres d'altitude environ. Elle repose sur une dalle portée par des poteaux, afin de rattraper le dénivelé du terrain, de plus de deux mètres. L'espace dégagé au sol est ainsi occupé par des salles et un parking pour les voitures. 
L'édifice est de plan rectangulaire et couvert par un toit à longs pans de tuile. Un grand escalier permet d'accéder depuis la rue de l'Aude à un vaste parvis. 
Le clocher, de plan carré, attenant à la nef, s'élève au sud de l'église.

### Intérieur
L'intérieur à un vaisseau est entièrement recouvert d'une structure en bois lamellé-collé. La nef est éclairée par des vitraux, réalisés par le maître verrier José Échaniz.
L'autel est en marbre coloré. Il renferme des reliques provenant de toutes les parties du monde : Matiya Mulumba (en) (1836-1886) et Charles Lwanga (1865-1886), martyrs de l'Ouganda, Jean de Brébeuf (1593-1649), missionnaire jésuite martyrisé par les Iroquois, Pierre Chanel (1803-1841), missionnaire mariste martyrisé à Futuna et Jean-Gabriel Perboyre (1802-1839), missionnaire lazariste martyrisé à Wuchang, en Chine.

## Utilisation et activités
L'église du Christ-Roi est un lieu de culte actif, accueillant des messes régulières, des cérémonies religieuses, et des événements communautaires. Elle joue un rôle central dans la vie spirituelle et sociale du quartier.

## Patrimoine et conservation
Bien que l'église ne soit pas classée monument historique, elle est reconnue pour sa valeur architecturale et artistique. Des efforts sont faits pour préserver l'intégrité de l'édifice et maintenir son état.